# Brock Lesnar
Brock Edward Lesnar (Webster, Dakota del Sud; 12 de juliol de 1977) és un lluitador professional, exjugador de futbol americà i exlluitador d'arts marcials mixtes estatunidenc que actualment treballa per la WWE. Lesnar és quatre vegades campió (mundial de pes pesant en una ocasió i una vegada Campió Indiscutit de la WWE i una vegada Campió Peso Pesat de la UFC), sent l'única persona que ha guanyat un campionat de la WWE i un campionat de la UFC en la seva carrera. També ha estat una vegada campió de pes pesant de IWGP, fent d'ell cinc vegades campió mundial.
També va guanyar tres vegades Campió Meridional en Parelles de la OVW amb Shelton Benjamin. Després de debutar en el rooster principal de la WWE en 2002, va guanyar el Campionat de la WWE en tres ocasions separades amb victòries sobre The Rock i Kurt Angle (dues vegades). Lesnar va guanyar supal a l'edat de 25 anys, convertint-se en el Campió de la WWE més jove de la història. També va ser el guanyador de King of the Ring 2002 i el Royal Rumble 2003, convertint-se en el guanyador més jove de King of the Ring i Royal Rumble també. Després de la seva lluita amb Goldberg en WrestleMania XX, Lesnar va sortir de la WWE i va seguir una carrera en la National Football League (NFL). Va jugar durant la pretemporada com un tackle defensiu dels Minnesota Vikings, però va ser tallat abans de l'inici de la temporada 2004-05. En 2005, Lesnar va tornar a la lluita lliure professional i va signar amb New Japan Pro Wrestling (NJPW), on va guanyar el campionat de pes pesant de IWGP en la seva primera lluita. Després d'una disputa contractual amb NJPW, també va lluitar com a campió de pes pesant de IWGP en la Inoki Genome Federation (IGF).
En 2006, Lesnar va seguir una carrera en les arts marcials mixtes (MMA). Després de guanyar la seva primera baralla contra Kim Min-Soo al juny de 2007, va signar amb Ultimate Fighting Championship (UFC) a l'octubre d'aquest any. Lesnar va perdre en el seu debut en UFC contra Frank Mir i després va guanyar la seva segona baralla contra Heath Herring. Al novembre de 2008, Lesnar va derrotar a Randy Couture per convertir-se en el campió de pes pesant de UFC. Poc després d'una reeixida defensa del títol en una revenja amb Mir, Lesnar va ser marginat a causa d'una diverticulitis. Tornaria en UFC 116 per derrotar el campió de pes pesant interí Shane Carwin i unificar els campionats peso pesats, convertint-se en el Campió Peso Pesat Indiscutit. Lesnar després va perdre el campionat davant Caín Velásquez en UFC 121. En 2011, va estar fos una vegada més a causa de la diverticulitis i va ser sotmès a cirurgia. Lesnar va tornar en UFC 141 al desembre, perdent davant Alistair Overeem i retirant-se promptament de MMA. Lesnar va ser un èxit de taquilla en la UFC. Va prendre part en alguns dels esdeveniments més venuts en la història de la UFC, incloent el coevento principal de UFC 100, l'esdeveniment més alt en vendes de la UFC. A causa de bonificacions per esdeveniments i moneders per lluites, Lesnar es va convertir en el lluitador de la UFC millor pagat en 2010 i va estar en la llista dels atletes millor pagats en 30 esports de ESPN.
A l'abril de 2012, Lesnar va tornar a la lluita lliure professional, reincorporant-se a la WWE després d'una absència de vuit anys. A l'abril de 2014 va derrotar a The Undertaker en Wrestlemania XXX sent aquest un dels seus majors assoliments. I en SummerSlam, va derrotar a John Cena per convertir-se en el campió mundial de pes pesant de la WWE per quarta vegada. Lesnar ha tingut una col·laboració en pantalla amb el mánager Paul Heyman en la major part de la seva carrera en la lluita lliure professional. Ha encapçalat nombrosos esdeveniments pagui-per-veure per la WWE, incloent WrestleMania XIX i WrestleMania 31. En 2015, ESPN va publicar un article en el qual crida a Lesnar «l'atleta més consagrat de la història de la lluita lliure».

## Com a lluitador[calcitació]

### Aliases[calcitació]
- La Bèstia (The Beast)
- El conqueridor (The Conqueror)
- The One in 23-1
- The Next Big Thing

### Mànagers[calcitació]
- Mr McMahon
- Paul Heyman

### Cançons d'entrada al ring[calcitació]
- UFC (Ultimate Fighting Championship)
- "Enter Sandman" de Metallica
- "Shout At The Devil" de Mötley Crüe

- World Wrestling Entertainment/WWE
- "Enforcer" de Jim Johnston (només el 2002)
- "Next Big Thing" de Jim Johnston (2002-2004; 2012)
- "Next Big Thing (Remix)" de Jim Johnston (2013-present)

## 2017-Actualitat[calcitació]
En WrestleMania 33, va derrotar a Goldberg, guanyant així el Campionat Universal de WWE i posant fi a la seva rivalitat. Ha defensat el títol vàries vegades amb lluitadors com Samoa Joe, Roman Reings o Braun Strowman en PPV com No Mercy o TLC.
Durant el Royal Rumble 2018 defensarà el títol contra Braun Strowman i Kane en un triple threat match.

## Campionats i assoliments[calcitació]
- World Wrestling Entertainment / WWE
  - WWE World Heavyweight Championship (4 vegades)
  - WWE Universal Championship (1 vegada, actual)
  - King of the Ring (2002)
  - Royal Rumble (2003)